# Вир — герой народа
«Вир — герой народа» (англ. Veer, хинди वीर) — индийский исторический боевик, снятый на языке хинди и вышедший в прокат 22 января 2010 года. Картина основана на повести Николая Гоголя «Тарас Бульба».

## Сюжет
В 1862 году король Гьянендра (Джеки Шрофф) из королевства Мадхавгар объединяет свои войска с войсками английских колонизаторов, чтобы уничтожить банду Притхви Сингха (Митхун Чакраборти). Несколько лет спустя сын Притхви Вир (Салман Хан) становится великим воином и хочет отомстить за отца. Но сначала он вместе со своим младшим братом Пунией (Сохаил Хан) должен получить образование в столице колонизаторов Индии Лондоне. Там он знакомится с девушкой своей мечты принцессой Яшодхарой (Зарине Хан), которая оказывается дочерью его кровного врага, короля Гьянендры. Гьянендра объявляет, что Мадхавгар будет поддерживать британцев в подавлении движения Пиндари и устранении Вира.
Чтобы держать ставки высокими, Пиндари похищают принцессу Яшодхару, а затем совершают неудачную попытку уничтожить дворец Сингха. Однако шпионы Сингха раскрывают план, и тысячи воинов Пиндари оказываются убиты. Вир не может отомстить коррумпированному королю, но знает, что Пунья был захвачен братом Яшодхары Гаджендрой. Когда Вир отправляется спасать своего брата и убить приспешников Гаджендры, Гаджендра погибает, после того как был ранен Виром и напоролся на меч, что заставляет Гьянендру искать мести за своего сына. Тем временем, леди Анджела Фрейзер, жена губернатора Джеймса Фрейзера, начинает подвергать сомнению действия своего мужа, поскольку он поддерживает злого короля в убийстве членов движения Пиндари. Фрейзер отказывается от своей кампании подавления движения.
После того, как Вир обещает своему отцу, что он прикончит Сингха, и замаскировавшись посещает сваямвару Яшодхары. Когда он забирает принцессу из форта, Гьянендра Сингх видит, что огромная армия Пиндари окружила его замок. Он просит англичан помочь ему, но они отказываются и делают Пиндари своими союзниками в попытке убежать из Мадхавгара. Но прежде чем британцы уходят, начинается битва, в которой погибают губернатор и Гьянендра Сингх. Вир, раненный выстрелом, падает без сознания в объятия своего отца. Спустя годы показано, что сын Вира и Притхви ведут дружеский бой.

## В ролях
- Салман Хан — Вир Пратап Сингх
- Зарине Хан — Яшодхара, принцесса Магхавгхара
- Митхун Чакраборти — Притвхи Сингх, отец Вира
- Джеки Шрофф — Гьянендра Сингх, король Магхавгхара
- Сохаил Хан — Пунья Пратап Сингх, брат Вира
- Пуру Раджкумар — Гаджендра Сингх, принц Магхавгхара
- Лиза Лазарус — леди Анжела Фрейзер, жена губернатора
- Тим Джейсм Лоуренс — Джеймс Фрейзер, губернатор Раджастхана

## Производство
История была написана самим Салманом Ханом двадцать лет назад, который описал её как проект своей мечты. В то время Хан планировал сам стать режиссёром и взять на главную роль Санджая Датта. «Вир» также частично основан на повести «Тарас Бульба» Николая Гоголя. Ради роли, Салман сел на специальную диету и тренировался с личным тренером. Главную женскую роль Салман предложил студентке Зарине Хан, которую заметил на съёмочной площадке фильма «Наследники». Ради роли принцессы XIX века Зарине набрала восемь килограммов лишнего веса.
Съёмки началась 1 декабря 2008 года. Первоначально планировалось снимать в Инженерном колледже и сельскохозяйственном колледже в Пуне, но из-за вспышки свиного гриппа, съёмки перенесли в Мумбаи. Часть съёмок проходили в Джайпуре и Биканере. Съёмка на местности в Форте Амбер в Джайпуре также была прервана, когда несколько зрителей получили ранения, и Верховный суд Раджастхана приказал остановить работу. Было возбуждено дело против Анила Шармы по обвинению в нанесении ущерба форту, нарушению нескольких законов о сохранении, которое вызвало разрушение 500-летней крыши здания. Команда закончила съёмки после выплаты 2 миллионов рупий в качестве компенсации ущерба.
Рочестерский замок выступил в качестве фона для музыкального номера «Каждый раз, когда я смотрю в твои глаза, я вижу свой рай» с лошадью и коляской. Чатемская верфь послужила местом для многих монтажных снимков, используемых в британских танцевальных номерах, а также местом, где Вир впервые встретил принцессу Яшодхару.
23 января 2010 года автор Паван Чаудхари подал иск на 2 миллиона рупий против Салмана Хана, Анила Шарма и продюсера Виджая Кумара Галани, утверждая, что фильм позаимствовал элементы из его романа «Трилогия мудрости» и потребовал прекратить показ фильма.

## Саундтрек
Вся музыка написана дуэтом Саджид-Ваджид.
| №  | Название                        | Исполнители                                           | Длительность |
| -- | ------------------------------- | ----------------------------------------------------- | ------------ |
| 1. | «Meherbaniyan»                  | Сону Нигам                                            | 4:29         |
| 2. | «Taali»                         | Сону Нигам, Сукхвиндер Сингх, Ваджид, Ньюмен Пинто    | 6:10         |
| 3. | «Surili Akhiyon Wale»           | Рахат Фатех Али Хан, Сьюзен де Мелло                  | 5:31         |
| 4. | «Kanha (Thumari)»               | Рекха Бхардвадж, Шариб Сабри, Тоши Сабри, Шабаб Сабри | 4:36         |
| 5. | «Taali»                         | Сукхвиндер Сингх                                      | 6:01         |
| 6. | «Surili Akhiyon Wale»           | Рахат Фатех Али Хан, Сунидхи Чаухан, Сьюзен де Мелло  | 5:23         |
| 7. | «Salaam Aaya»                   | Руп Кумар, Шрея Гхошал, Сьюзен де Мелло               | 4:45         |
| 8. | «Spirit of Veer» (Instrumental) |                                                       | 0:58         |